# Зюдеренде
Зюдеренде (нім. Süderende) — громада в Німеччині, розташована в землі Шлезвіг-Гольштейн, на території острова Фер. Входить до складу району Північна Фризія. Складова частина об'єднання громад Фер-Амрум.
Площа — 2,59 км2. Населення становить 184 ос. (станом на 31 грудня 2020).

## Галерея

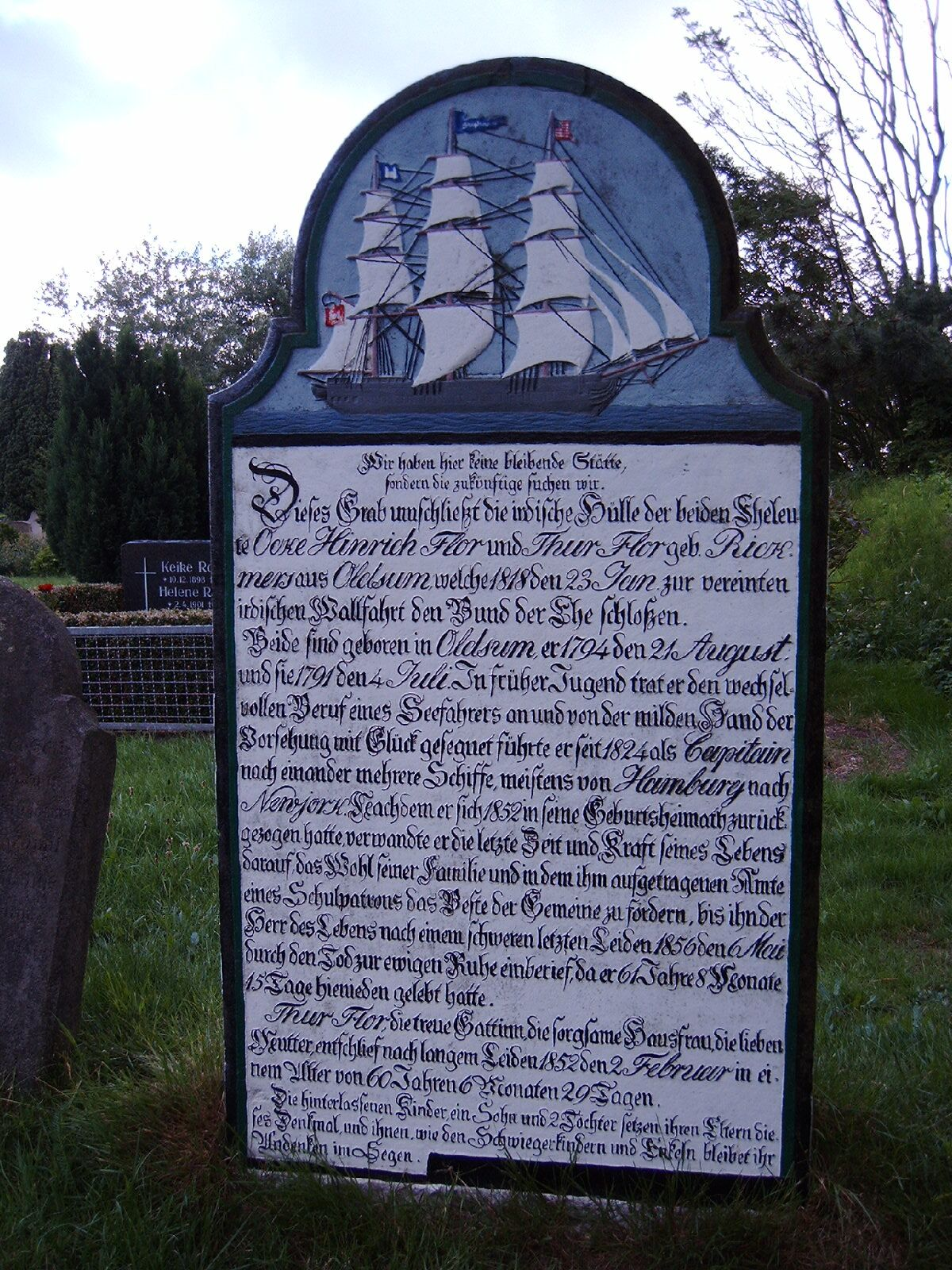
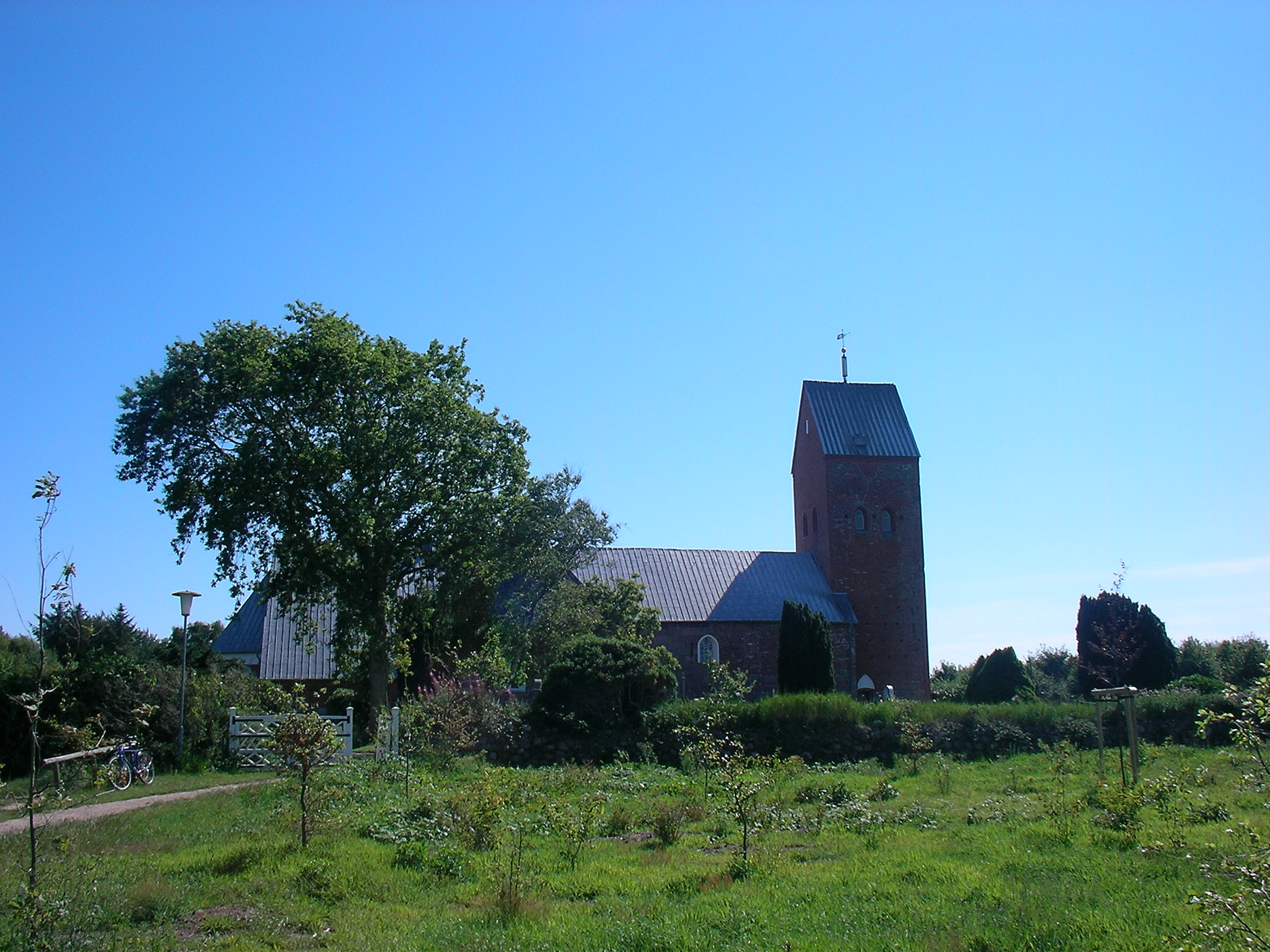